# Port Augusta, Nam Úc
Port Augusta, South Australia là một thành phố trong bang Nam Úc, Úc. Thành phố có dân số người (năm 2010). Thành phố có cự ly cách thủ phủ bang Adelaide km.